# 梅利达
梅利达（西班牙語：Mélida）是西班牙纳瓦拉的一个市镇。总面积26平方公里，总人口762人（2001年），人口密度29人/平方公里。